# (2173) Maresjev

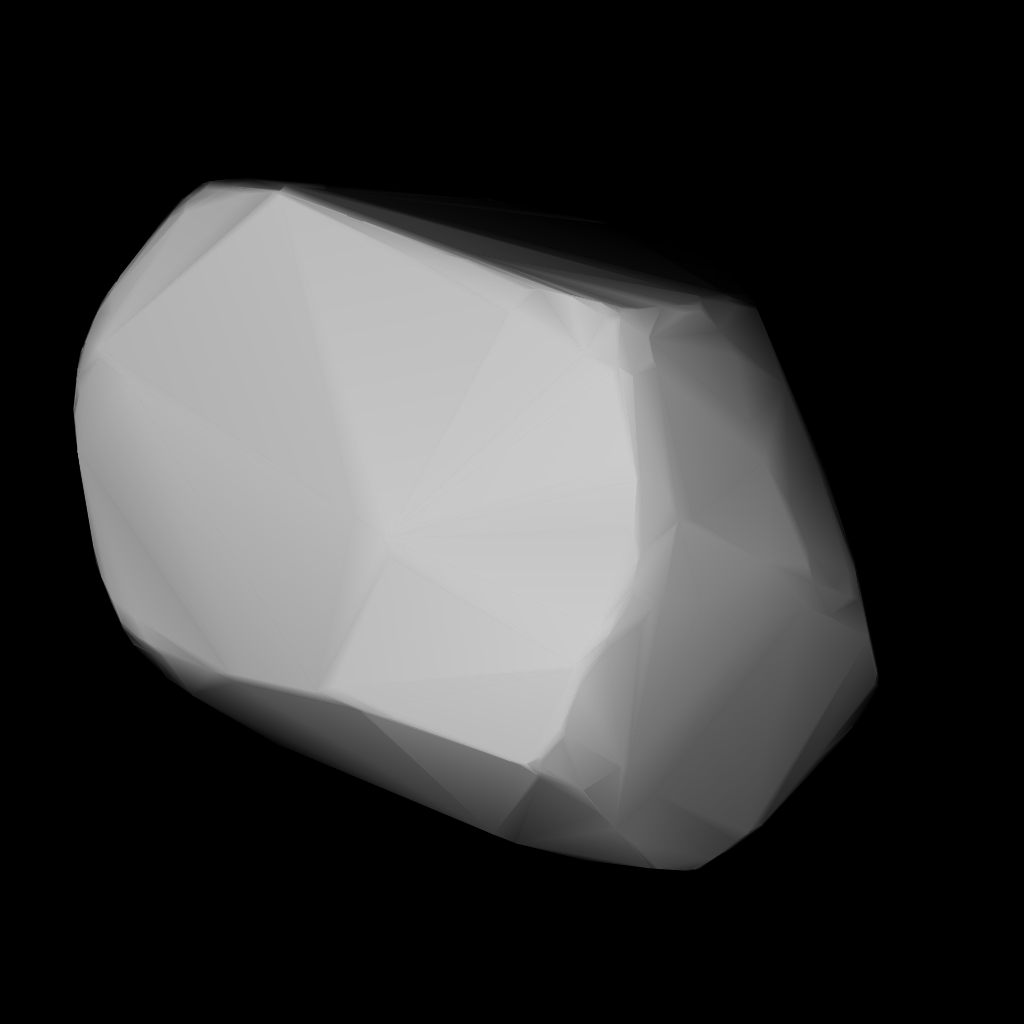
(2173) Maresjev Asteroid - konvexes 3D-Modell

(2173) Maresjev ist ein Asteroid des Hauptgürtels, der am 22. August 1974 von der ukrainisch-sowjetischen Astronomin Ljudmyla Schurawlowa am Krim-Observatorium entdeckt wurde.
Benannt wurde der Asteroid nach dem sowjetischen Jagdflieger und Veteran des Großen Vaterländischen Krieges Alexei Petrowitsch Maressjew, welcher  auch Protagonist in der russischen Oper Die Geschichte vom wahren Menschen ist.